# Чепек, Петр
Петр Чепек (чеш. Petr Čepek; 16 сентября 1940, Прага — 20 сентября 1994, Врхлаби, район Трутнов, Краловеградецкого края Чехии) — чешский и чехословацкий актёр театра, кино и телевидения. Лауреат премии Чешского льва за лучшее мужское исполнение главной роли (1994).

## Биография
С 1958 года обучался на Театральном факультете Академии музыкальных искусств в Праге в мастерской Милоша Недбала. Дебютировал на сцене Театра Петра Безруча в Остраве, где проработал до 1965 года. Затем переехал в Прагу и выступал до самой смерти в театре «Драматический клуб».
Участвовал в создании многих известных спектаклей («Мандрагора» Макиавелли, «Преступление и наказание» Ф. Достоевского, «Ревизор» Гоголя, «День рождения» Г. Пинтера, «Долгий день уходит в ночь» Ю. О’Нила, «Свадьба» Чехова и др.
За свою карьеру снялся в 117 кино и телефильмах и сериалах.
Скончался от рака.

## Избранная фильмография
- 1961: Dva z onoho světa
- 1966: Hotel pro cizince
- 1967: Конец агента / Konec agenta W4C prostřednictvím psa pana Foustky
- 1968: Ohlédnutí — Франтишек Черны
- 1969: Adelheid — Виктор Хотовицкий
- 1969: Эзоп / Ezop — Амазис
- 1969: Я убил Эйнштейна, господа / Zabil jsem Einsteina, pánové — Альберт Эйнштейн
- 1970: Нагота / Nahota — Држнак
- 1971: Petrolejové lampy — Павел
- 1971: Бабушка (ТВ-фильм) / Babička — охотник
- 1971: Смерть Чёрного короля / Smrt černého krále — Вили Бергер
- 1972: Моргиана / Morgiana — Гленар
- 1972: Návraty — Славек
- 1974: Motiv pro vraždu — Антонин Бенда
- 1975: Škaredá dědina — Вендель
- 1976: Koncert pre pozostalých — Анти
- 1977: Súkromná vojna — Руб
- 1978: Западня для утки / Past na kachnu — садовник Ладан Рихтер
- 1978: Праздник подснежников / Slavnosti sněženek — мясник
- 1978: Poplach v oblacích — Орландо
- 1978: Tajemství Ocelového města — Филбенк
- 1979: Diagnóza smrti — Бартл
- 1980: Postřižiny — Де Джорджи
- 1980: Trhák
- 1981: Noční jazdci — Янушек
- 1981: Вампир от Ферата / Úpir z Feratu — Антонин Кржиж, бывший гонщик, торговый агент фирмы «Ferat»
- 1983: Jára Cimrman ležící, spící (arcivojvoda, Nývlt)
- 1983: O statečném kováři — Чёрный король
- 1983: Putování Jana Amose — Драбик
- 1983: Три ветерана / Tři veteráni — Бимбач
- 1984: Prodloužený čas — доктор Антош
- 1984: Rozpuštěny a vypuštěný — советник полиции
- 1984: Všichni musí být v pyžamu — Фибич
- 1985: Деревенька моя центральная / Vesničko má středisková — Турек
- 1986: Hry pro mírně pokročilé — отец
- 1986: Kdo se boji, utíká —  Мижикар
- 1986: Krajina s nábytkem — Дуда
- 1987: Маг / Mág — Ледвина
- 1988: Dobří holubi se vracejí — дядя Карел
- 1988: Prokletí domu Hajnů — Цирил
- 1989: Девять кругов ада / Devět kruhů pekla
- 1989: Cesta na jihozápad — O’Брайн
- 1989: Kainovo znamení — Трукса
- 1989: Muka obraznosti — Артл
- 1989: Skřivánčí ticho — Венда
- 1990: Byli jsme to my? — Коваль
- 1990: Křížová vazba — Грулич
- 1990: Свидетель умирающего времени / Svědek umírajícího času — Есениус
- 1991: Начальная школа / Obecná škola — Раджи Тамил
- 1994: Спасибо за каждое новое утро / Díky za každé nové ráno — известный писатель
- 1994: Урок Фауста / Faust — Фауст

## Интересно
- Единственный известный актёр, который отказался сниматься в сериале «Тридцать случаев майора Земана» (1974).
- В 1994 году состоялась премьера художественного фильма Я. Шванкмайера «Урок Фауста» с Петром Чепеком в главной роли Фауста. Фильм являлся попыткой фактического толкования фаустовского мифа и задал вопрос о том, насколько безопасными могут быть пределы человеческого познания[4]. Съемки сопровождались рядом трагических смертей и необъяснимых обстоятельств, и сам Петр Чепек, удостоившийся Чешского льва, закончил сниматься будучи серьёзно больным[5]. Фильм участвовал во внеконкурсном показе на Каннском кинофестивале.